# Paola Guarneri
Paola Guarneri (Albano Laziale, 17 marzo 1990) è una schermitrice italiana, specializzata nella sciabola.

## Palmarès
In carriera ha conseguito i seguenti risultati:

### Europei
Individuale
A squadre
- Oro nella sciabola a Sheffield 2011

### Altri risultati
Mondiali giovani
Individuale
A squadre
- Bronzo nella sciabola a Baku 2010